# Contea di Barbour (Virginia Occidentale)
La contea di Barbour, in ingleseBarbour County, è una contea dello Stato degli USA della Virginia Occidentale. Il nome della contea le è stato dato in onore di Philip Pendleton Barbour, giurista della Virginia. Il suo capoluogo è Philippi. Al censimento del 2000 la popolazione era di 15 557 abitanti.

## Geografia fisica
L'U.S. Census Bureau certifica che l'estensione della contea è di 888 km², di cui 883 km² composti da terra e cinque km² composti di acqua.

## Infrastrutture e trasporti

### Strade
- U.S. Highway 119
- U.S. Highway 250
- West Virginia Route 20
- West Virginia Route 38
- West Virginia Route 57
- West Virginia Route 76
- West Virginia Route 92

## Contee confinanti
- Contea di Taylor, Virginia Occidentale - nord
- Contea di Tucker, Virginia Occidentale - est
- Contea di Randolph, Virginia Occidentale - sud-est
- Contea di Upshur, Virginia Occidentale - sud-ovest
- Contea di Harrison, Virginia Occidentale - ovest
- Contea di Preston, Virginia Occidentale - nord-est

## Storia
La Contea di Barbour fu istituita nel 1843.

## Città
- Belington
- Junior
- Philippi